# Auld Alliance
De Auld alliance (letterlijk, de oude alliantie) was een alliantie die in 1295 werd gesloten tussen het Koninkrijk Schotland en het Koninkrijk Frankrijk met als doel de talrijke invasies van Engeland te counteren. Het Schotse woord auld, wat oud betekent, is een deels aanhankelijke term geworden voor de langdurige samenwerking tussen de twee landen, die eindigde met de ondertekening van het Verdrag van Edinburgh in 1560. 
De alliantie speelde gedurende 265 jaar een belangrijke rol in de relatie tussen Schotland, Frankrijk en Engeland. De alliantie werd hernieuwd door alle Franse en Schotse vorsten uit die periode, behalve Lodewijk XI van Frankrijk. Tegen het einde van de 14e eeuw werd de alliantie hernieuwd, ongeacht of een van beide koninkrijken op dat moment in oorlog was met Engeland. 
De alliantie begon met het verdrag dat John Balliol en Filips IV van Frankrijk in 1295 ondertekenden tegen Eduard I van Engeland. In de voorwaarden van het verdrag was bepaald, dat als een van beide landen door Engeland werd aangevallen, het andere land het Engelse grondgebied zou binnenvallen. De Slag bij Flodden Field in 1513, waar de Schotten Engeland binnenvielen als reactie op de Engelse campagne tegen Frankrijk, was zo'n gelegenheid. De alliantie speelde een belangrijke rol in de Schotse onafhankelijkheidsoorlogen, de Honderdjarige Oorlog, de Oorlog van de Liga van Kamerijk en de Rough Wooing.